# Roland TB-303

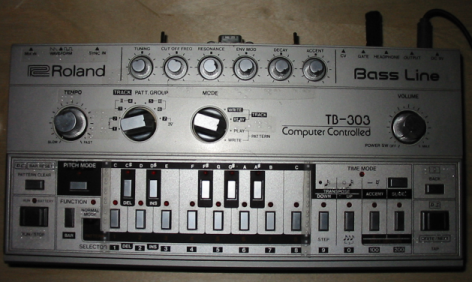
A parte da frente do Roland TB-303 (uma versão alterada com uma interface midi)

O TB-303 foi um sintetizador/sequenciador produzido pela Roland Corporation em 1982 e 1983 que desempenhou um papel crucial no desenvolvimento da música electrónica contemporânea. O TB-303 (cujo nome vem de "Transistor Bass", "baixo transistorizado") foi originalmente vendido a guitarristas para lhes dar um acompanhamento de baixo enquanto praticavam sozinhos, papel em que falhou miseravelmente. A produção durou cerca de 18 meses, sendo produzidas 20 mil unidades. Só a partir de meados dos anos 80 foi encontrado, pelos DJs e músicos de Chicago, um uso para a máquina no contexto da house music, que se encontrava então em desenvolvimento. "Acid Traxx", de DJ Pierre, é em geral considerada a primeira faixa a incorporar os sons que acabaram por definir a sonoridade do TB-303. O conhecido som "acid" pode ser produzido com um TB-303 tocando uma melodia enquanto se altera a frequência de corte, a ressonância, a modulação de envolvimento e os controlos de acentuação. (os controlos de acentuação modificavam o volume das notas, a ressonância e a modulação de envolvimento).
A unidade tinha um único oscilador (regulado para onda dente de serra ou onda quadrada por um interruptor), um gerador de envolvimento simples (apenas com controlo de decaimento) e um filtro passa-baixo com -18 dB por oitava (com controlos para a frequência de corte, ressonância e quantidade de envolvimento).
Também incluía um método simples para introduzir dados sobre notas no sequenciador programável de 16 passos. Isto era notoriamente difícil de usar, e era frequente ter como resultado a introdução de uma sequência diferente da que se pretendia introduzir - alguns utilizadores também se aproveitam da subtileza de que quando as pilhas são removidas durante um certo período, os padrões programados em memória começam a variar de forma aleatória - um dos factores que ajudaram a criar o algo aleatório som acid.
Tadao Kikumoto, o desenhador da Roland responsável pelo TB-303, também foi responsável pelo conhecido TR-909.